# Bloomsbury, London

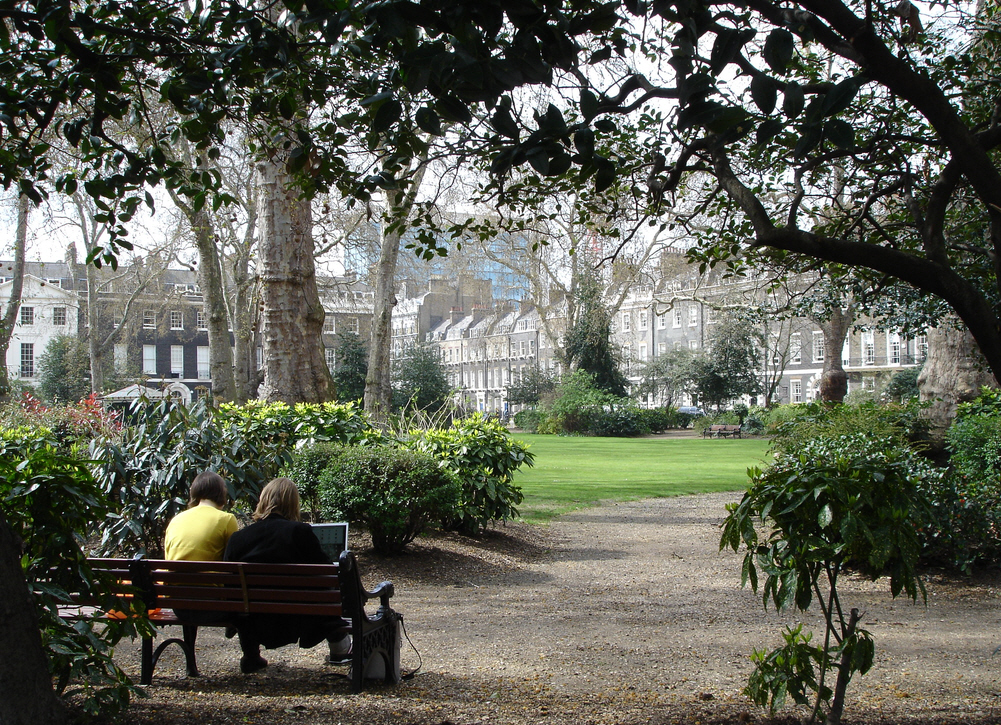
Bedford Gardens i Bloomsbury

Bloomsbury är en stadsdel (district) i centrala London, i södra delen av stadsdelen London Borough of Camden.
Bloomsbury utvecklades av familjen Russell på 1600- och 1700-talen till ett fashionabelt bostadsområde. Det är känt för sina "trädgårdstorg" (engelska: garden squares) och sin litterära anknytning (till exempel Bloomsburygruppen). I Bloomsbury finns bland annat British Museum, ett flertal sjukhus och många akademiska institutioner, framför allt tillhöriga University of London.